# Rabčice
Rabčice (ungarisch Rabcsice) ist eine Gemeinde im äußersten Norden der Slowakei mit 2101 Einwohnern (Stand 31. Dezember 2024) und gehört zum Okres Námestovo, einem Kreis des Žilinský kraj.

## Geographie

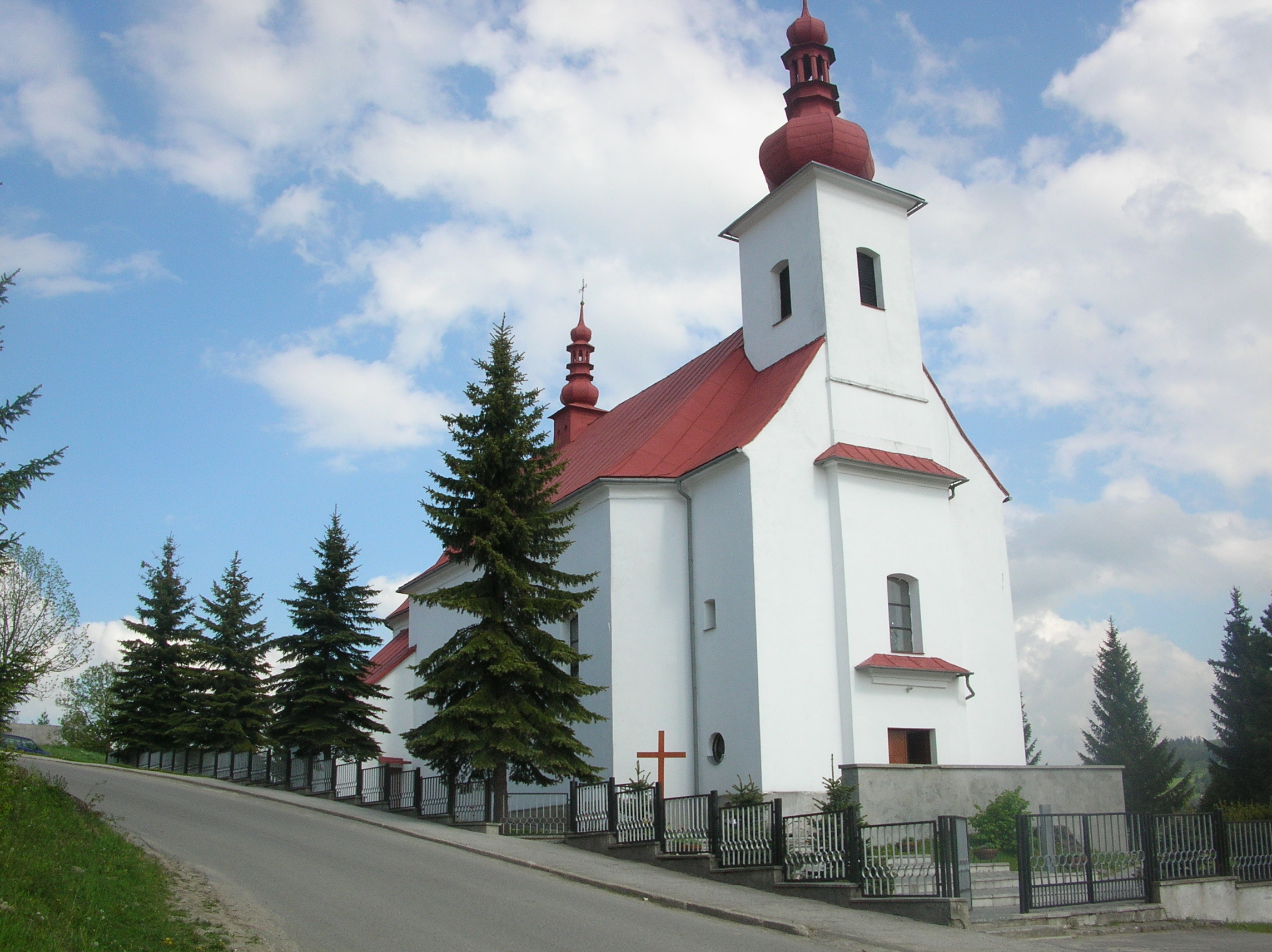
Kirche von Rabčice

Die Gemeinde befindet sich im Ostteil der Furche Podbeskydská brázda unter dem Berg Babia hora (1723 m n.m.) am Zusammenfluss mehrerer Bäche, in der traditionellen Landschaft Orava. Östlich des Ortes verläuft die polnische Grenze. Das Ortszentrum liegt auf einer Höhe von 700 m n.m. und ist 14 Kilometer von Námestovo gelegen.

## Geschichte
Der Ort entstand im frühen 17. Jahrhundert durch Umsiedlung einiger Bewohner des Nachbarortes Rabča und wurde zum ersten Mal 1616 schriftlich erwähnt.

## Bevölkerung
| Jahr                | 1994 | 2004     | 2014    | 2024    |
| ------------------- | ---- | -------- | ------- | ------- |
| Anzahl der Personen | 1665 | 1890     | 2001    | 2101    |
| Unterschied         |      | +13,51 % | +5,87 % | +4,99 % |

| Jahr                | 2023 | 2024    |
| ------------------- | ---- | ------- |
| Anzahl der Personen | 2100 | 2101    |
| Unterschied         |      | +0,04 % |

Ergebnisse nach der Volkszählung 2001 (1812 Einwohner):
| Nach Ethnie: - 99,78 % Slowaken - 0,06 % Tschechen - 0,06 % Polen | Nach Religion: - 99,34 % römisch-katholisch - 0,55 % keine Angabe - 0,11 % evangelisch |

## Sehenswürdigkeiten
- römisch-katholische Kirche Allerheiligen von 1804

## Persönlichkeiten
- Milo Urban (1904–1982), slowakischer Schriftsteller